# 高程 (1977年)
高程（1977年11月—），女，汉族，中华人民共和国国际问题学者，中国国民党革命委员会第十三届中央委员会委员和第十四届中央委员会委员、常务委员。现任中国社会科学院大学（研究生院）副校长（副院长），博士生导师。原国军一级上将、湖南省主席、中央人民政府委员，人民革命军事委员会副主席，全国人大常委会副委员长，湖南省省长、民革中央副主席程潛的外孙女。

## 生平
高程1977年出生于北京，先后毕业于北京大学法学院（本科）和中国社会科学院研究生院世界经济与政治系世界经济专业（硕士和博士研究生）。
2006年起，在中国社会科学院亚洲太平洋研究所（2010年更名为“亚太与全球战略研究院”）工作，从事国际问题研究，后晋升为副研究员、研究员。历任经济研究室副主任、《当代亚太》编辑部主任、执行主编、中国社会科学院澳大利亚、新西兰与南太平洋研究中心主任、中国社会科学院拉丁美洲研究所副所长。
2010年加入中国国民党革命委员会，是民革第十三届中央委员会委员，第十四届中央委员会委员、常务委员，民革中央十四届祖国和平统一促进委员会副主任。
2025年3月，升任中国社会科学院大学（研究生院）副校长（副院长），同时不再担任中国社会科学院拉丁美洲研究所副所长一职。
兼任中国拉丁美洲学会秘书长，中国拉美史研究会副理事长。获得国家“万人计划”哲学社会科学领军人才、文化名家暨“四个一批”理论界人才、国家“万人计划”青年拔尖人才等称号，享受国务院政府特殊津贴专家。

## 学术专长
主要研究领域为国际政治经济学，代表作有学术专著3部，英文及中文核心期刊论文60多篇，其中顶级和权威期刊论文18篇，获得中国社会科学院第九届、第十届优秀科研成果三等奖，中国社会科学院优秀对策信息研究类特等奖2项、一等奖4项、二等奖3项，三等奖数十项。主持国家社科基金重大项目1项，作为子课题负责人主持国家社科基金重大项目2项。
部分著作：
- 高程. . 国际战略研究丛书. 社会科学文献出版社. 2013-06-01. ISBN 978-7-5097-4715-5.
- 高程. . 文化纵横: 92-97.
- 高程. . 外交评论：外交学院学报. 2013, (3): 19. doi:10.3969/j.issn.1003-3386.2013.03.001.